# Волобуев, Олег Александрович
Олег Александрович Волобуев (род. 12 июня 1966, Тетюхе, Приморский край) — советский хоккеист, нападающий. Мастер спорта СССР. Писатель.

## Биография
До седьмого класса жил в Дальнегорске, где занимался в детской хоккейной школе. Затем был зачислен в хоккейный спецкласс новосибирской «Сибири» (тренеры Виктор Звонарёв, Александр Адаменко). В сезоне-1981/82 дебютировал в команде класса «Б» «Машиностроитель» Новосибирск. В следующем сезоне провёл один матч за «Сибирь» в первой лиге. В сезоне-1983/84 выступал за «Машиностроитель» во второй лиге, проведя в начале и конце сезона два матча в высшей лиге за «Сибирь». Следующий сезон отыграл за «Сибирь» в первой лиге. Два сезона провёл в челябинском «Тракторе» в высшей лиге. Сезон-1987/88 начал в «Металлурге» Челябинск, затем вернулся в «Сибирь». В сезонах 1989/90 — 1990/91 играл в первой лиге за омский «Авангард».
Получил два высших технических образования. В 2004—2005 годах служил по контракту в Чечне. В 2007 переехал в Москву, стал работать по специальности, связанной с транспортом. Окончил высшие литературные курсы литературного института имени Горького. Автор рассказов.